# Abbaye de Benoîtevaux
L'abbaye de Benoîtevaux ou abbaye de Valbenoît (Benedicta Vallis) est une ancienne abbaye cistercienne de femmes, située à Busson, dans la Haute-Marne, en région Grand Est (ex-région Champagne-Ardenne).

## Histoire
La légende raconte que l'abbaye aurait été fondée dès 1140 en mémoire d'un miracle réalisé par Saint Bernard à Reynel, qui aurait soigné un boiteux du nom de Simon.
Toutefois, la fondation réelle de cette abbaye serait de 1198 par Wiard, seigneur de Reynel, et sa femme Ermengarde (probablement issue de la maison de Vignory).
En 1199, le comte de Champagne Thibaut III confirme toutes les donations faites à l'abbaye.
Le pape Honoré III fit de même et les exempta de toute espèce de dîmes et menaça d'excommunication ceux qui troubleraient les religieuses dans la jouissance de leurs biens.
Mais l'abbaye devient vite indisciplinée, et à la demande de son abbesse Élisabeth de Beaufort le pape Honoré III recommande aux évêques de Toul, de Langres et de Châlons une surveillance particulière de l'abbaye et une réformation des religieuses.
En 1343, l'abbaye comportait quatorze religieuses, y compris l'abbesse.
En 1397, le chapitre général de Cîteaux mit l'abbaye de Benoîtevaux sous la dépendance de Clairvaux.
Aux XVe siècle et XVIe siècle, l'abbaye fut plusieurs fois dévastée par les guerres, ainsi qu'au cours du règne de Louis XIII, et en 1636 elle fut complètement ruinée.
Quelques années plus tard, l'abbé de Clairvaux se voit alors obligé d'autoriser momentanément les religieuses à demeurer en leurs familles ou dans les communautés voisines.
En 1691, il ne reste probablement que la cellérière, l'abbesse Marie-Louise de Gauthier de Givry s'étant retiré quelque temps à Paris dans une maison de son ordre.
Les religieuses se regroupent alors provisoirement à Chaumont, mais lorsqu'elles demandent de s'y installer définitivement, la Mairie les force à renoncer.
En 1701, les religieuses s'établissent dans une maison particulière de Reynel, qu'elles firent reconstruire en 1782. La communauté ressemble alors plus à un simple prieuré, mais elle conserve son nom et son titre d'abbaye, tandis que l'ancien bâtiment abbatial n'est plus qu'une ferme.
En 1753 l'évêque de Toul demanda la suppression de cette communauté qui n'avait plus les moyens d'observer les règles de l'ordre et souhaita la réunion des biens de Benoîtevaux à ceux des communautés voisines, mais les Clermont-d'Amboise qui représentaient les Reynel-Joiville s'y opposèrent formellement.
En 1790, il n'y avait plus que sept religieuses, pour la plupart de familles nobles, quatre converses et un oblat, quand un décret de l'assemblée constituante de février 1790 ordonne l'abolition de tous les ordres religieux.

## Filiation et dépendances
Benoîtevaux est fille de l'abbaye de Tart  

## Liste des abbesses
(liste non exhaustive)[à développer]
- Élisabeth de Beaufort, abbesse, de 1221 à 1250 où elle meurt, après avoir rétabli l'ancienne discipline.
- Marie, abbesse en 1258 et 1297 (elle gouverna pendant près de 50 ans);
- Jeanne Ire, dite Picarde, abbesse en 1332 et jusqu'en 1343.
- Agnès Ire de la Potière de Fronville, abbesse en 1343, qui fit une transaction avec l'abbé de Saint-Urbain.
- Jeanne II de Saint-Urbain, abbesse en 1397 et 1405, qui fit dresser un cartulaire des chartes et des privilèges de l'abbaye.
- Agnès II de Neufchâtel, abbesse en 1479, elle ne vivait plus en 1529.
- Ide, abbesse en 1490, comparaît aux assises de Reynel.
- Françoise de Laferté, abbesse en 1508.
- Jeanne III de Montdidier, abbesse en 1520 et 1529.
- Prudence de Mailly, abbesse en 1538 et 1556 (elle fut nommée en 1538 abbesse de Poulangy pour réformer ce monastère, conservant son titre d'abbesse de Benoîtevaux).
- Catherine Ire de Pradines, fille du seigneur de Semoutiers, abbesse en 1572 et 1616. Elle reçut en 1583 de Jacques d'Amboise, marquis de Reynel, un secours pour l'abbaye, ravagée par la guerre. Elle résigna ses fonctions à la suivante.
- Marguerite de Pradines, abbesse en 1618.
- Catherine II de Beaujeu, abbesse en 1623 et 1654. Elle travailla avec zèle à réparer le monastère ruiné par les guerres.
- Marie-Louise de Gauthier de Givry, transférée de l'ordre des chanoinesses de Saint-Augustin à celui de Cîteaux, abbesse de 1668 à 1716 où elle meurt après avoir résilié sa charge à la suite de grands efforts pour rétablir l'abbaye. Son corps fut inhumé à Reynel, dans la nouvelle église abbatiale.
- Anne-Marguerite Certain de Germay, ancienne religieuse du Val-d'Osne, abbesse de 1716 à 1743 environ.
- Marie-Thérèse-Pétronille de Vaux d'Achey, abbesse de 1743 environ à 1790. Sous son gouvernement, la communauté fut dirigée par les sœurs Honorée-Marie Douay, prieure en 1751, et Françoise-Marguerite Cadié de Roôcourt, prieure en 1769 et 1771.

## Sources
- L'abbé Roussel, Le diocèse de Langres : histoire et statistique, 1875.
- Émile Jolibois, La Haute-Marne ancienne et moderne, 1858.
- L'abbé R.A. Bouillevaux, Notice historique sur Benoîtevaux, 1851